# Senegal na Letnich Igrzyskach Olimpijskich 2016
Senegal na Letnich Igrzyskach Olimpijskich 2016, które odbyły się w Rio de Janeiro, reprezentowało 22 zawodników - 6 mężczyzn i 16 kobiet.
Był to czternasty start reprezentacji Senegalu na letnich igrzyskach olimpijskich.

## Reprezentanci

### Judo
Kobiety
| Zawodniczka       | Konkurencja | 1/16                | 1/8                 | Ćwierćfinał         | Półfinał            | Repasaż             | Finał/BM            | Finał/BM |
| Zawodniczka       | Konkurencja | Przeciwniczka Wynik | Przeciwniczka Wynik | Przeciwniczka Wynik | Przeciwniczka Wynik | Przeciwniczka Wynik | Przeciwniczka Wynik | Pozycja  |
| ----------------- | ----------- | ------------------- | ------------------- | ------------------- | ------------------- | ------------------- | ------------------- | -------- |
| Hortense Diédhiou | - 57 kg     | Verhagen P 000-100  | NQ                  | NQ                  | NQ                  | NQ                  | NQ                  | NQ       |

### Kajakarstwo

#### Kajakarstwo górskie
Mężczyźni
| Zawodnik            | Konkurencja | Eliminacje | Eliminacje | Eliminacje | Eliminacje | Eliminacje | Eliminacje | Półfinał | Półfinał | Finał | Finał   |
| Zawodnik            | Konkurencja | Zjazd 1    | Miejsce    | Zjazd 2    | Miejsce    | Najlepszy  | Miejsce    | Czas     | Miejsce  | Czas  | Miejsce |
| ------------------- | ----------- | ---------- | ---------- | ---------- | ---------- | ---------- | ---------- | -------- | -------- | ----- | ------- |
| Jean-Pierre Bourhis | C-1         | 110,94     | 16.        | 109,27     | 15.        | 109,27     | 18 Q       | NQ       | NQ       | NQ    | NQ      |

### Koszykówka

#### Turniej kobiet
- Reprezentacja kobiet

Trener: Mamadou Gaye
| - Oumoul Thiam (k) - Aya Traoré - Bintou Diémé - Fatou Dieng - Mame Diodio Diouf - Lala Wane |  | - Astou Traoré - Maimouna Diarra - Mame-Marie Sy - Oumou Touré - Marie-Sadio Rosche - Aïda Fall |

Grupa B
| Miejsce | Drużyna           | Mecze | Punkty | Zwyc. | Por. | Kosze   |
| ------- | ----------------- | ----- | ------ | ----- | ---- | ------- |
| 1       | Stany Zjednoczone | 5     | 10     | 5     | 0    | 520-316 |
| 2       | Hiszpania         | 5     | 9      | 4     | 1    | 397-333 |
| 3       | Kanada            | 5     | 8      | 3     | 2    | 340-347 |
| 4       | Serbia            | 5     | 7      | 2     | 3    | 385-406 |
| 5       | Chiny             | 5     | 6      | 1     | 4    | 371-428 |
| 6       | Senegal           | 5     | 5      | 0     | 5    | 309-482 |

| 7 sierpnia 201612:00 | Stany Zjednoczone                                                         | 121:56(35:9, 29:12, 30:17, 27:18) | Senegal                                                              | Youth Arena, Rio de Janeiro Widzów: 2219 Sędzia: - Cristiano Maranho - Ahmed Al-Bulushi - Nadege Zouzou |
| 7 sierpnia 201612:00 | Pkt:trzy zawodniczki 15 Zb:Sylvia Fowles, Brittney Griner 7 As:Sue Bird 8 | 121:56(35:9, 29:12, 30:17, 27:18) | Pkt:Fatou Dieng 10 Zb:Maimouna Diarra, Aya Traoré 5 As:Fatou Dieng 4 | Youth Arena, Rio de Janeiro Widzów: 2219 Sędzia: - Cristiano Maranho - Ahmed Al-Bulushi - Nadege Zouzou |

| 8 sierpnia 201619:45 | Senegal                                                   | 64:101(21:26, 17:21, 15:26, 11:28) | Chiny                                                       | Youth Arena, Rio de Janeiro Widzów: 2907 Sędzia: - Karen Lasuik - Carlos Júlio - Chahinaz Boussetta |
| 8 sierpnia 201619:45 | Pkt:Astou Traoré 16 Zb:Maimouna Diarra 8 As:Fatou Dieng 4 | 64:101(21:26, 17:21, 15:26, 11:28) | Pkt:Shao Ting, Sun Mengran 17 Zb:Lu Wen 7 As:Zhao Zhifang 6 | Youth Arena, Rio de Janeiro Widzów: 2907 Sędzia: - Karen Lasuik - Carlos Júlio - Chahinaz Boussetta |

| 10 sierpnia 201617:45 | Senegal                                                    | 58:68(10:17, 14:16, 17:22, 17:13) | Kanada                                                        | Youth Arena, Rio de Janeiro Widzów: 2640 Sędzia: - Anne Panther - Carlos Júlio - Ahmed Al-Bulushi |
| 10 sierpnia 201617:45 | Pkt:Astou Traoré 24 Zb:Maimouna Diarra 9 As:Bintou Diémé 6 | 58:68(10:17, 14:16, 17:22, 17:13) | Pkt:Kia Nurse 14 Zb:Tamara Tatham 10 As:Miah-Marie Langlois 6 | Youth Arena, Rio de Janeiro Widzów: 2640 Sędzia: - Anne Panther - Carlos Júlio - Ahmed Al-Bulushi |

| 12 sierpnia 201617:45 | Hiszpania                                                       | 97:43(26:11, 20:8, 25:13, 26:11) | Senegal                                                         | Youth Arena, Rio de Janeiro Widzów: 3329 Sędzia: - Scott Beker - Leandro Lezcano - Chahinaz Boussetta |
| 12 sierpnia 201617:45 | Pkt:Alba Torrens 14 Zb:Laura Nicholls 7 As:cztery zawodniczki 5 | 97:43(26:11, 20:8, 25:13, 26:11) | Pkt:Mame-Marie Sy 16 Zb:Maimouna Diarra 6 As:trzy zawodniczki 2 | Youth Arena, Rio de Janeiro Widzów: 3329 Sędzia: - Scott Beker - Leandro Lezcano - Chahinaz Boussetta |

| 14 sierpnia 201615:30 | Senegal                                                      | 88:95(15:27, 28:28, 23:21, 22:19) | Serbia                                                    | Youth Arena, Rio de Janeiro Widzów: 3113 Sędzia: - Eddie Viator - Piotr Pastusiak - Hwang In-tae |
| 14 sierpnia 201615:30 | Pkt:Astou Traoré 30 Zb:Astou Traoré 8 As:Mame Diodio Diouf 8 | 88:95(15:27, 28:28, 23:21, 22:19) | Pkt:Sonja Petrović 20 Zb:Danielle Page 8 As:Ana Dabović 8 | Youth Arena, Rio de Janeiro Widzów: 3113 Sędzia: - Eddie Viator - Piotr Pastusiak - Hwang In-tae |

### Lekkoatletyka
Mężczyźni
| Zawodnik       | Konkurencja        | Eliminacje | Eliminacje | Półfinał | Półfinał | Finał    | Finał   |
| Zawodnik       | Konkurencja        | Rezultat   | Pozycja    | Rezultat | Pozycja  | Rezultat | Pozycja |
| -------------- | ------------------ | ---------- | ---------- | -------- | -------- | -------- | ------- |
| Amadou N'Diaye | 400 m przez płotki | 49,91      | 6.         | NQ       | NQ       | NQ       | NQ      |

Kobiety
| Zawodniczka | Konkurencja | Kwalifikacje | Kwalifikacje | Finał    | Finał   |
| Zawodniczka | Konkurencja | Rezultat     | Pozycja      | Rezultat | Pozycja |
| ----------- | ----------- | ------------ | ------------ | -------- | ------- |
| Amy Sene    | rzut młotem | 64,83        | 25.          | NQ       | NQ      |

### Pływanie
Mężczyźni
| Zawodnik     | Konkurencja           | Eliminacje | Eliminacje | Półfinał | Półfinał | Finał | Finał   |
| Zawodnik     | Konkurencja           | Czas       | Miejsce    | Czas     | Miejsce  | Czas  | Miejsce |
| ------------ | --------------------- | ---------- | ---------- | -------- | -------- | ----- | ------- |
| Abdoul Niane | 100 m stylem dowolnym | 23,66      | 48.        | NQ       | NQ       | NQ    | NQ      |

Kobiety
| Zawodniczka    | Konkurencja           | Eliminacje | Eliminacje | Półfinał | Półfinał | Finał | Finał   |
| Zawodniczka    | Konkurencja           | Czas       | Miejsce    | Czas     | Miejsce  | Czas  | Miejsce |
| -------------- | --------------------- | ---------- | ---------- | -------- | -------- | ----- | ------- |
| Awa Ly N'diaye | 100 m stylem dowolnym | DSQ        | DSQ        | NQ       | NQ       | NQ    | NQ      |

### Szermierka
Mężczyźni
| Zawodnik          | Konkurencja          | 1/32             | 1/16             | 1/8              | Ćwierćfinał      | Półfinał         | Finał/BM         | Finał/BM |
| Zawodnik          | Konkurencja          | Przeciwnik Wynik | Przeciwnik Wynik | Przeciwnik Wynik | Przeciwnik Wynik | Przeciwnik Wynik | Przeciwnik Wynik | Pozycja  |
| ----------------- | -------------------- | ---------------- | ---------------- | ---------------- | ---------------- | ---------------- | ---------------- | -------- |
| Alexandre Bouzaid | szpada indywidualnie | BYE              | Boczkó P 9-15    | NQ               | NQ               | NQ               | NQ               | NQ       |

### Taekwondo
Mężczyźni
| Zawodnik    | Konkurencja | 1/8              | Ćwierćfinał      | Półfinał         | Repesaż          | Finał/BM         | Finał/BM         |         |
| Zawodnik    | Konkurencja | Przeciwnik Wynik | Przeciwnik Wynik | Przeciwnik Wynik | Przeciwnik Wynik | Przeciwnik Wynik | Przeciwnik Wynik | Pozycja |
| ----------- | ----------- | ---------------- | ---------------- | ---------------- | ---------------- | ---------------- | ---------------- | ------- |
| Balla Dièye | - 68 kg     | Robak P 12-15    | NQ               | NQ               | NQ               | NQ               | NQ               | NQ      |

### Zapasy
Mężczyźni
Styl wolny
| Zawodnik     | Konkurencja | Kwalifikacje     | 1/8              | Ćwierćfinał      | Półfinał         | Repesaż 1        | Repesaż 2        | Finał/BM         | Finał/BM |
| Zawodnik     | Konkurencja | Przeciwnik Wynik | Przeciwnik Wynik | Przeciwnik Wynik | Przeciwnik Wynik | Przeciwnik Wynik | Przeciwnik Wynik | Przeciwnik Wynik | Pozycja  |
| ------------ | ----------- | ---------------- | ---------------- | ---------------- | ---------------- | ---------------- | ---------------- | ---------------- | -------- |
| Adama Diatta | − 57 kg     | Bechbajar W 3-1  | Bonne P 1-3      | NQ               | NQ               | NQ               | NQ               | NQ               | 10.      |

Kobiety
| Zawodniczka     | Konkurencja | Kwalifikacje        | 1/8                 | Ćwierćfinał         | Półfinał            | Repesaż 1           | Repasaż 2           | Finał/BM            | Finał/BM |
| Zawodniczka     | Konkurencja | Przeciwniczka Wynik | Przeciwniczka Wynik | Przeciwniczka Wynik | Przeciwniczka Wynik | Przeciwniczka Wynik | Przeciwniczka Wynik | Przeciwniczka Wynik | Pozycja  |
| --------------- | ----------- | ------------------- | ------------------- | ------------------- | ------------------- | ------------------- | ------------------- | ------------------- | -------- |
| Isabelle Sambou | − 53 kg     | BYE                 | Nguyễn W 5-0        | Yoshida P 0-3       | NQ                  | BYE                 | Synyszyn P 0-3      | NQ                  | 8.       |